# Глодяну-Серат
Глодяну-Серат (рум. Glodeanu Sărat) — село у повіті Бузеу в Румунії. Адміністративний центр комуни Глодяну-Серат.
Село розташоване на відстані 65 км на північний схід від Бухареста, 33 км на південний захід від Бузеу, 124 км на південний захід від Галаца, 119 км на південний схід від Брашова.

## Населення
За даними перепису населення 2002 року у селі проживали 2524 особи. Усі жителі села рідною мовою назвали румунську.
Національний склад населення села:
| Національність | Кількість осіб | Відсоток |
| -------------- | -------------- | -------- |
| румуни         | 2289           | 90,7%    |
| цигани         | 235            | 9,3%     |